# Хелла Кеем
Хелла Кеем (ест. Hella Keem ; 6 квітня 1915 Кеема, парафія Ваабіна — 27 грудня 1997 Тарту ) — естонський лінгвіст і етнограф. 
З 1936 по 1943 рік вона вивчала естонську мову, етнографію та фінно-угорські мови в Тартуському університеті. Після німецької окупації Естонії під час Другої світової війни Кеем був заарештована у 1943 році та провела рік у в'язниці. Згодом вона була заарештована в 1945 році після радянської окупації Естонії і провела п'ять років у в'язниці, звільнена в 1950 році. З 1957 по 1993 рік працювала лаборантом в Інституті мови і літератури Академії наук Естонської РСР. 
Основними напрямками її досліджень були тартуський і вируський діалекти . Вона була найбільш плідним колекціонером діалектів в Естонії: загалом вона створила 223 000 написів слів, понад 4000 сторінок текстів і записала 690 годин звукозаписів. 
Нагороди:
- 1990: Мовна премія Відемана [2]

## Праці
- Tartu murde tekstid. Eesti murded III (1970) (ест.)
- Tartumaa saja-aastaste jutud (1995) (ест.)
- Võru keel (1997) (ест.)
- Johannes Gutslaffi grammatika eesti keel ja Urvaste murrak (1998, у кн.: J. Gutslaff. Grammatilisi vaatlusi eesti keelest) (ест.)
- Võru murde textid. Eesti murded VI (2002, з І. Кесі) (ест.)